# Mette Lisby
Mette Lisby (født 5. april 1968) er en dansk standupkomiker, skuespillerinde, tv-vært og forfatter. Lisby har blandt andet stået bag tv-programmer som Ugen der gak, hvor hun både fungerede som vært og satireforfatter, og som skuespiller har hun spillet hovedrollerne som Juliane i filmatiseringerne af Jane Aamunds bøger Klinkevals og Juliane i henholdsvis 1999 og 2000. Mette Lisby er desuden datter af den danske sangskriver og sanger Bjarne Lisby.

## Karriere

### Begyndelsen
Mette Lisby var en af de få kvinder i gruppen af standupkomikere omkring den københavnske Café Din’s i starten af 1990'erne, hvor den danske standupscene har sit udspring.[kilde mangler] Andre i gruppen omkring DIN’s inkluderer Casper Christensen, Jan Gintberg og Thomas Wivel. Lisby debuterede på DIN’s i 1992, og kort herefter debuterede hun på tv.[kilde mangler]

### 1994-1998: TV-gennembrud
I 1994 tv-debuterede hun som medvært på talentshowet Ud af Skabet, og derefter blev hun vært på quizprogrammet Stjernejoker. Da hun i tre sæsoner fra 1996-1997 indtog værtsrollen i talkshowet Linen Ud, blev hun kendt i den brede befolkning. I 1997 overtog hun værtskabet for det ugeaktuelle satireprogram Ugen Der Gak fra Michael Meyerheim. Mette Lisby var også hovedforfatter på Ugen Der Gak, og havde blandt andet Frank Hvam med på sit forfatterhold.
Linen Ud og Ugen Der Gak havde uge efter uge mere end en million seere, hvilket gjorde dem til nogle af de mest sete programmer i Danmark i perioden.[kilde mangler] Som resultat modtog hun flere tv-priser: Årets Underholdningsvært (Billed Bladet) i 1997 og 1998, Årets TV-favorit (Se og Hør) 1997 og 1998, samt Danmarks TV-Navn (Ekstra Bladet) 1998.[kilde mangler] Mette Lisby optrådte også i en del enkeltstående shows, samt som gæst i forskellige tv-udsendelser. Herunder blandt andet ’Nytår på TV2’ 1999, 2000 og 2001, ’Godt Nytår, Danmark’ i 2002 samt rollen som holdkaptajn i ’Noahs Ark’ i 2004.
Ved siden af TV-karrieren fortsatte Mette Lisby sin standupkarriere og optrådte blandt andet i ’Stand-Up DK’.[kilde mangler]

### 1999-2004: Skuespillerinde
I 1999 skabte hun sit eget sketch-tv-show, ’FC Lisby’, hvor hun arbejdede sammen med tegneren og filminstruktøren Anders Morgenthaler. Lisby var igen hovedforfatter på showet, og havde til lejligheden samlet et forfatterhold af nogle af de bedst kendte navne i dansk comedy på det tidspunkt, blandt andre Povl Erik Carstensen, Sebastian Dorset, Jacob Tingleff, Thomas Wivel og Mikael Wulff.
I 1999 debuterede Mette Lisby som filmskuespiller, da hun spillede hovedrollen i filmatiseringen af Jane Aamunds populære ’Klinkevals’. For denne præstation blev hun nomineret til en Robert i kategorien ’Bedste kvindelige hovedrolle’, og modtog en samlet anmelderskares ros.[kilde mangler] At Mette Lisby blev valgt til rollen var lettere kontroversielt i skuespillermiljøet, da Lisby ikke er uddannet skuespiller.[kilde mangler] I 2000 genoptog hun rollen som Juliane Jensen i opfølgeren, ’Juliane’.
I 2001 drog Mette Lisby på turné til alle de største byer i Danmark med sit soloshow ’One Woman Comedy Show’. Showet var udsolgt de fleste steder og blev vel modtaget i pressen. I 2004 blev hun endnu engang vært på et talkshow, nemlig ’Knock Out’, en dansk udgave af det britiske ’Room 101’.

### 2005-2009: London
I 2005 flyttede hun til London, hvorfra hun og hendes mand har drevet virksomheden VIVE Productions, der har udviklet tv-koncepter, brætspil og har skrevet materiale til andre komikere, samt manuskripter til tv og film.
Virksomhedens spil har solgt mere end 500.000 eksemplarer verden over.[kilde mangler] En af de største aftagere af materiale fra VIVE Productions’ hånd er den britiske standupkomiker Stephen K Amos. VIVE har skrevet to af hans shows, ’Stephen K Amos Gets Next To You’ og ’Stephen K Amos – Find The Funny’, samt leveret materiale til Amos’ show på Edinburgh Fringe Festival, ’Stephen K Amos’ Weekend Chat Show’. Stephen K Amos’ shows har været megasucceser i Storbritannien, ligesom han drog på en udsolgt Australiens-turné med VIVE Productions og Mette Lisbys materiale.[kilde mangler]
Samtidig har Mette Lisby drevet karrieren videre i det engelske, med optrædener på britiske klubber som the Comedy Store, Tattershall Castle, Storm, Comedy Tree, Brou-Ha-Ha, Leicester Square Theatre, Comedy Café, Club 99, Electric Mouse, Latchmere Theatre, King’s Head Theatre, Comedy Camp, Phil Nichols’ Old Rope venue, Royal Comedy Gala 2008.[kilde mangler] Mette Lisby har derudover optrådt på den prestigefyldte Edinburgh Fringe Festival i 2006 og 2008, og har derudover også optrådt på Amsterdam International Comedy Festival, Brighton Comedy Festival og The Big Joke Festival i London.[kilde mangler] Dertil kommer optrædener i Shanghai, Singapore, Hong Kong og Luxembourg. I 2007 og 2008 var hun med i BBC's/Comedy Centrals ‘The World Stands Up’ samt Last Comic Standing-konkurrencen på den amerikanske tv-station NBC.[kilde mangler]
Mette Lisby forfatter-debuterede i 2007 med bogen ’Det er ikke fordi jeg er umulig – jeg er bare overtræt’ på forlaget Aschehoug.[kilde mangler] Bogen er en samling af klummer fra Søndagsavisen, som Mette Lisby har skrevet for siden 2005.[kilde mangler] Søndagsavisen har et oplag på omkring to millioner eksemplarer.[kilde mangler]

### 2009-nu: Los Angeles
I 2009 flyttede Mette Lisby med sin mand til Los Angeles, hvor de p.t. bor.[kilde mangler] Senest har parret leveret manuskript til den skandinaviske version af den ultrapopulære Disney-sitcom ’As The Bell Rings’.[kilde mangler]

## Privat
I 2001 blev hun gift med radio- og tv-værten Jesper Bæhrenz.[kilde mangler]

## Udvalgt filmografi

### Film
- Juliane (2000)
- Klinkevals (1999)

### Tv
- FC Lisby (1999-2000), vært og executive producer
- Ugen der gak (1997-1998), vært og manuskriptforfatter

### Andet
- Mette Lisby: One Woman Comedy Show (2001)